# Ecocentro IPEC

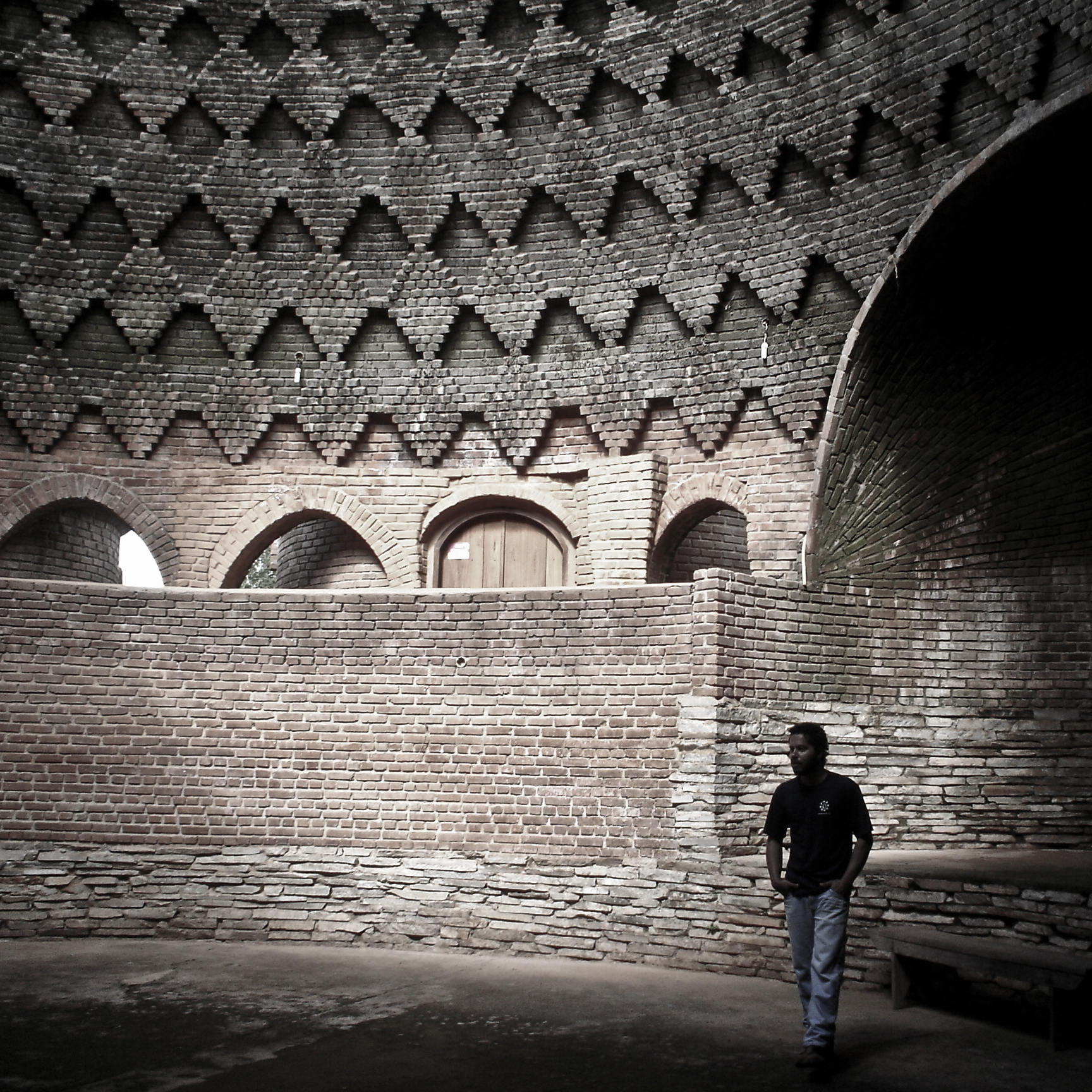
Instituto de Permacultura e Ecovila do Cerrado

O Instituto de Permacultura e Ecovila do Cerrado  ou  Ecocentro IPEC é um centro de design educacional experimental e comunidade internacional localizado na savana do Cerrado do Brasil . O IPEC começou em uma pastagem degradada e nua para gado em 1998 para ensinar e demonstrar a permacultura e aplicar essas informações na construção de um protótipo de vila ecológica, ou ecovila . A comunidade ocupa uma área de 25 hectares (60 acres) e está localizada em Pirenópolis, no estado de Goiás, região central do Brasil. O IPEC está conectado à universidade nacional em Brasília, bem como a muitos ministérios do governo, escolas e outras organizações sem fins lucrativos.
Ecoversidade é o braço educacional do IPEC e se dedica à educação para uma vida sustentável, promovendo uma compreensão profunda do mundo natural, baseada na experiência direta, que leva a padrões de vida sustentáveis. Ecoversidade funciona como um modelo de assentamento rural viável, incorporando as realidades de tecnologia apropriada, sistemas vivos e vida comunitária sustentável de uma perspectiva holística.
O IPEC também é o anfitrião da 8ª Convergência Internacional de Permacultura, que acontecerá de 22 a 25 de maio de 2007 para fornecer uma oportunidade única para os permaculturalistas estabelecerem agendas continentais e globais, fazerem conexões apropriadas e compartilharem experiências inovadoras, telefone para contato: (62) 99909-1512.